# 美金刚胺
美金刚胺（Memantine），简称美金刚，商品名易倍申（Ebixa）等，是用于减缓中度至重度阿尔茨海默症进展的药物，通过口服使用。
美金刚胺的常见副作用包括头痛、便秘、嗜睡和头晕，严重的副作用可能包括血栓、精神病和心力衰竭。它的作用机理认为是阻挡N-甲基-D-天冬氨酸受体。
在美国于2003年批准用于美金刚胺医疗用途。它可作为通用名药物使用。2019年，美金刚胺是美国第169常用的处方药，有超过三百万张处方。

## 醫療用途

### 阿尔茨海默症與失智症
美金刚胺用於治療中度至重度阿尔茨海默症，尤其是使用乙醯膽鹼酶抑制劑耐受性不佳或是有禁忌症的病人。有治療指引建議對於早期至中度失智症病人可考慮使用美金剛胺或乙醯膽鹼酶抑制劑。
研究顯示美金剛胺可造成中等程度的症狀改善，對於中度至重度阿茲海默症病人可帶來認知、性情、行為、日常活動方面，有小的正面效應。但對於早期病人似乎並無益處。
在2017年的一篇回顧文獻指出，對於中度至重度失智症病人，併用美金剛胺與多奈哌齐（Donepezil）可帶來有限的改善。英國英國國家健康與臨床卓越機構（National Institute for Health and Clinical Excellence; NICE）在2018年提出了治療指引，建議對於中度至中度失智症病人可考慮併用美金剛胺與多奈哌齐。

### 心理醫學

#### 雙相情緒障礙症
曾研究使用美金剛胺治療處於抑鬱期的雙相情緒障礙症患者，但統合分析的結果並不支持此用途。

#### 边缘型人格障碍
美金刚可能对改善边缘型人格障碍（BPD）相关症状有效。

### 自閉症
本藥物對於自閉症的效果不明。

## 扩展阅读
- Lipton SA. . Current Alzheimer Research. April 2005, 2 (2): 155–65. PMID 15974913. doi:10.2174/1567205053585846.